# April 1997
Portal Geschichte | Portal Biografien | Aktuelle Ereignisse | Jahreskalender | Tagesartikel

◄ |
19. Jahrhundert |
20. Jahrhundert
| 21. Jahrhundert

◄ |
1960er |
1970er |
1980er |
1990er
| 2000er | 2010er | 2020er | ►

◄ |
1993 |
1994 |
1995 |
1996 |
1997
| 1998 | 1999 | 2000 | 2001 | ►

◄ |
Januar 1997 |
Februar 1997 |
März 1997 |
April 1997 |
Mai 1997 |
Juni 1997 |
Juli 1997 |
►
Dieser Artikel behandelt aktuelle Nachrichten und Ereignisse im April 1997.

## Tagesgeschehen

### Dienstag, 1. April 1997
- Tokio/Japan: Der Rundfunkveranstalter TV Tokyo strahlt die erste Folge der Anime-Fernsehserie Pokémon (deutsch Taschenmonster) aus. Sie basiert auf dem gleichnamigen Computerspiel.[1]

### Mittwoch, 2. April 1997

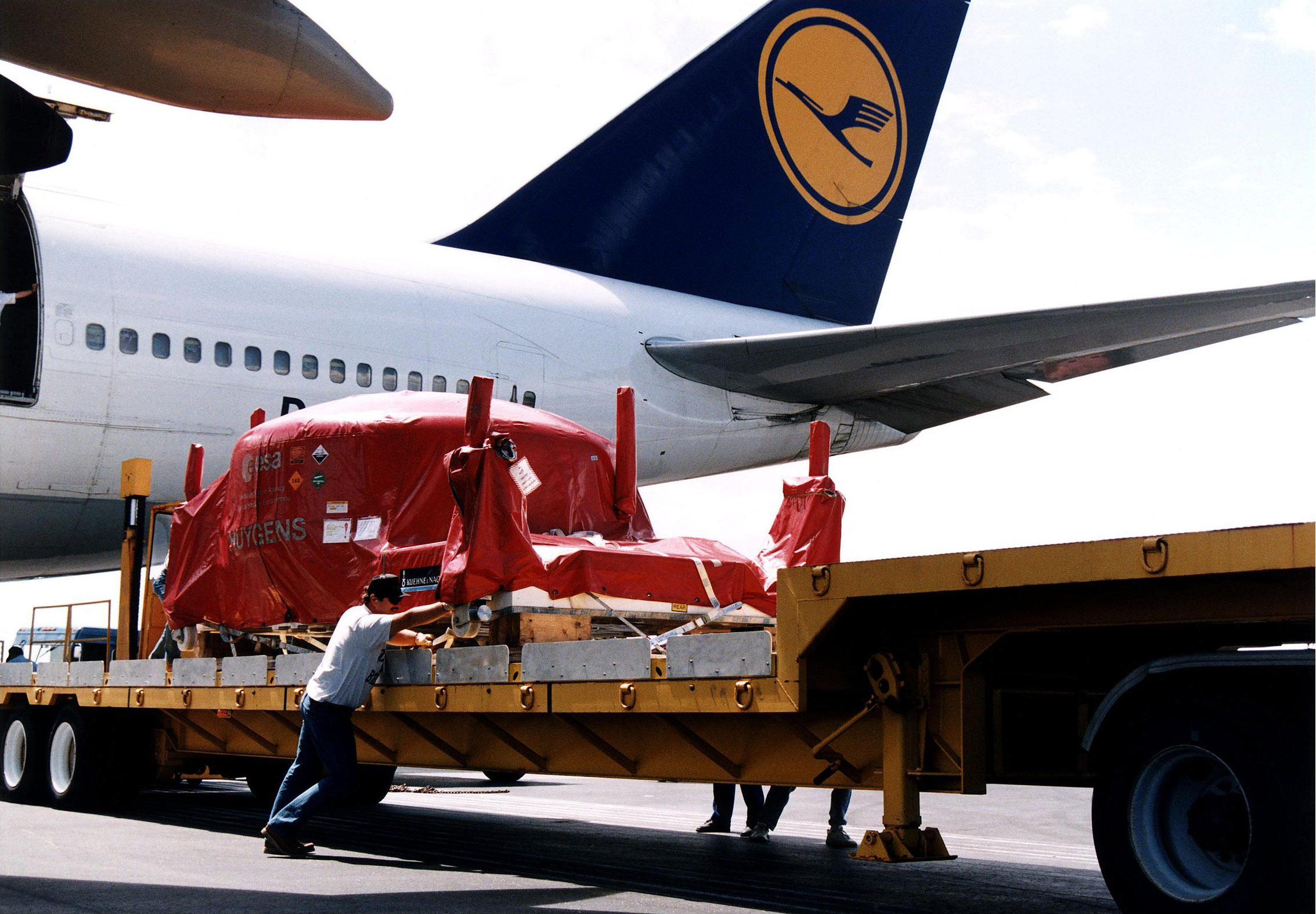
Ankunft des Landers Huygens in Florida

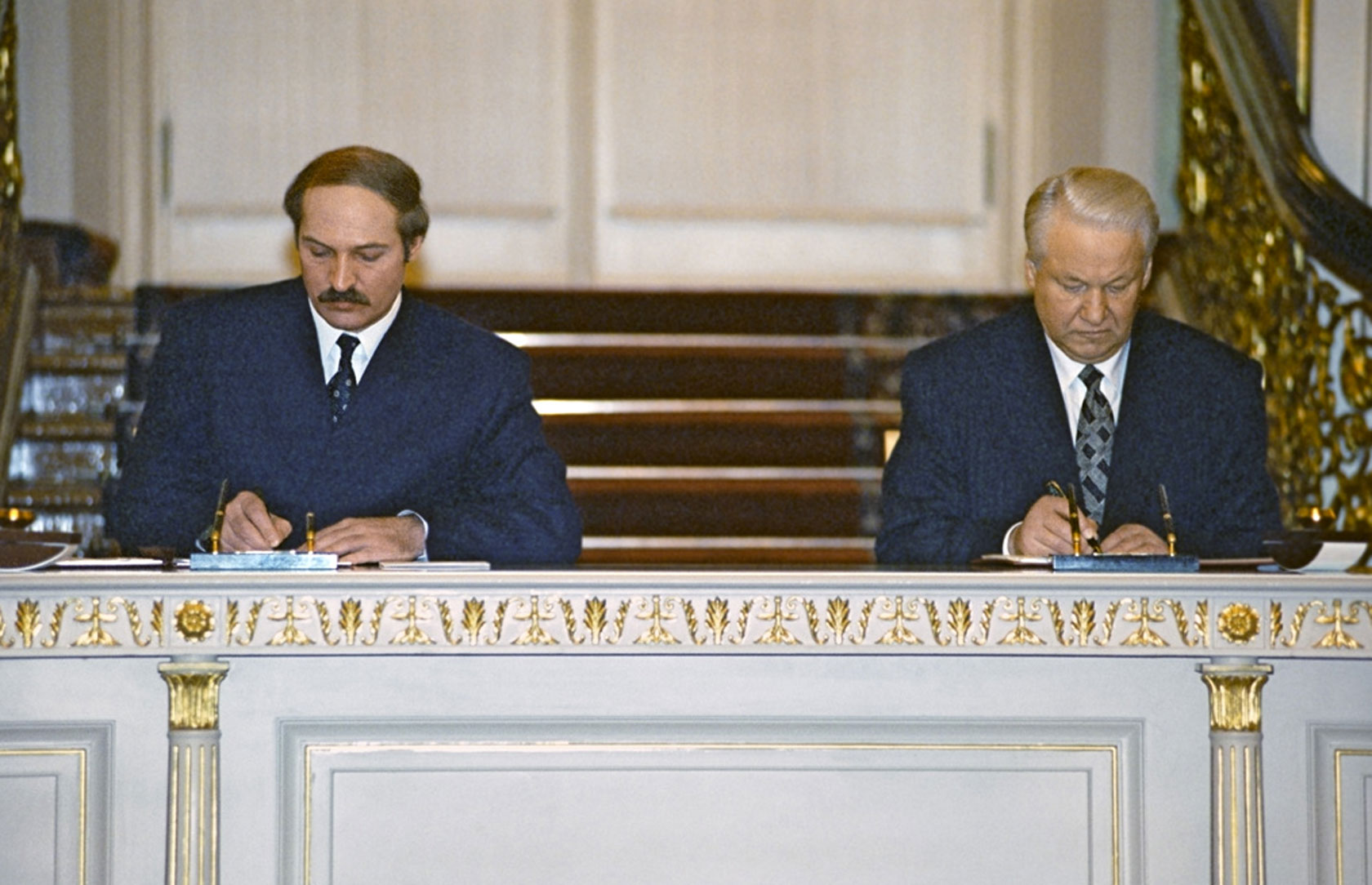
Alexander Lukaschenko, Boris Jelzin

- Cape Canaveral/Vereinigte Staaten: Das ESA-Landemodul Huygens erreicht das Kennedy Space Center. Es soll an Bord der NASA-Raumsonde Cassini zum Saturn reisen und auf dem Saturnmond Titan landen. Die Reise ins All beginnt voraussichtlich im Oktober.[2]
- Moskau/Russland: Der Präsident Russlands Boris Jelzin und der diktatorisch regierende Präsident Weißrusslands Aleksander Lukaschenko legen den Grundstein zur Erweiterung der „Gemeinschaft“ beider Länder in eine so genannte „Union“ als Subjekt internationalen Rechts. Beide Staaten sollen dabei völkerrechtlich souverän bleiben.[3]
- Washington, D.C./Vereinigte Staaten: US-Präsident Bill Clinton empfängt den jordanischen König Hussein zu Gesprächen über den Ablauf eines neuen Nahost-Friedensprozesses. Clinton will Jordaniens Nachbarland Israel weiterhin militärisch unterstützen und fordert im Gegenzug dessen Teilabzug aus den besetzten Gebieten. Neben Ägypten sind in der arabischen Welt lediglich die Palästinensische Befreiungsorganisation und Jordanien zu Gesprächen über diesen Deal bereit. Ihre Zustimmung gaben sie bisher nicht.[4]

### Donnerstag, 3. April 1997

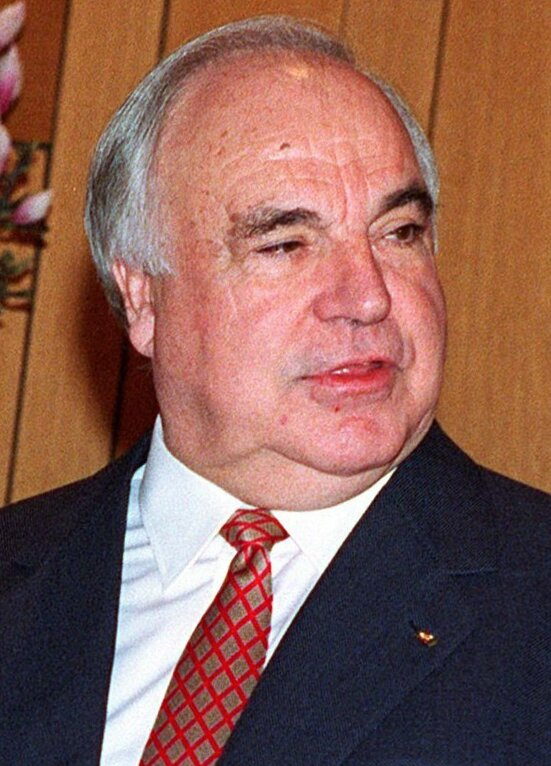
Helmut Kohl

- Bad Hofgastein/Österreich: Der deutsche Bundeskanzler Helmut Kohl (CDU) kündigt seine neuerliche Spitzenkandidatur für CDU und CSU bei der nächsten Wahl zum Bundestag an. Er bekleidet das Amt des Bundeskanzlers seit Oktober 1982.[5]

### Montag, 7. April 1997
- Frankfurt am Main/Deutschland: In der Unternehmenszentrale des Lebensmittelherstellers Thomy geht neuerlich ein Erpresser-Brief ein. Im Anschluss an den ersten Brief im August 1996 stellte sich heraus, dass die bezeichneten Produkte tatsächlich mutwillig mit Cyanwasserstoff kontaminiert wurden. Die Polizei gibt nicht bekannt, welche Summe der Erpresser fordert.[6]
- Köln/Deutschland: Unter Federführung des Westdeutschen Rundfunks nimmt der von ARD und ZDF gemeinsam geführte Fernsehsender Phoenix den Sendebetrieb auf. Im Mittelpunkt stehen Nachrichtensendungen, Dokumentationen und Reportagen.[7]
- New York/Vereinigte Staaten: Das Vorbereitungskomitee eines angestrebten Atomwaffensperrvertrags der Vereinten Nationen (UN) präsentiert ein Konzept für eine Nuklearwaffenkonvention. An der Entstehung war u. a. die International Association of Lawyers against Nuclear Arms (deutsch Internationale Vereinigung von Richtern gegen Nuklearwaffen) beteiligt. Das Modell soll im November in die nächste Generalversammlung der UN eingebracht werden.[8]

### Dienstag, 8. April 1997
- Ankara/Türkei: Mehrere 100.000 Menschen versammeln sich zum Trauergebet für Alparslan Türkeş, den Gründer der Partei der Nationalistischen Bewegung und der Freischar Graue Wölfe, deren Ideologie der türkische Rechtsextremismus ist.[9][10]

### Mittwoch, 9. April 1997
- Basel/Schweiz: Der Schweizerische Bund für Naturschutz tritt ab heute unter seinem neuen Kurznamen Pro Natura auf.[11]
- Linz/Österreich: Die Delegierten des Parteitags der SPÖ wählen Bundeskanzler Viktor Klima in Nachfolge des im Januar zurückgetretenen einstigen Bundeskanzlers Franz Vranitzky zum neuen Obmann ihrer Partei.[12][13]

### Dienstag, 15. April 1997
- Minā/Saudi-Arabien: Bei der diesjährigen Pilgerfahrt der Muslime zur heiligen Kaaba erfassen vom Wind herangetragene Brände eine im Tal Minā errichtete Zeltstadt. Dadurch kommen 340 Pilger ums Leben.[14]

### Samstag, 19. April 1997

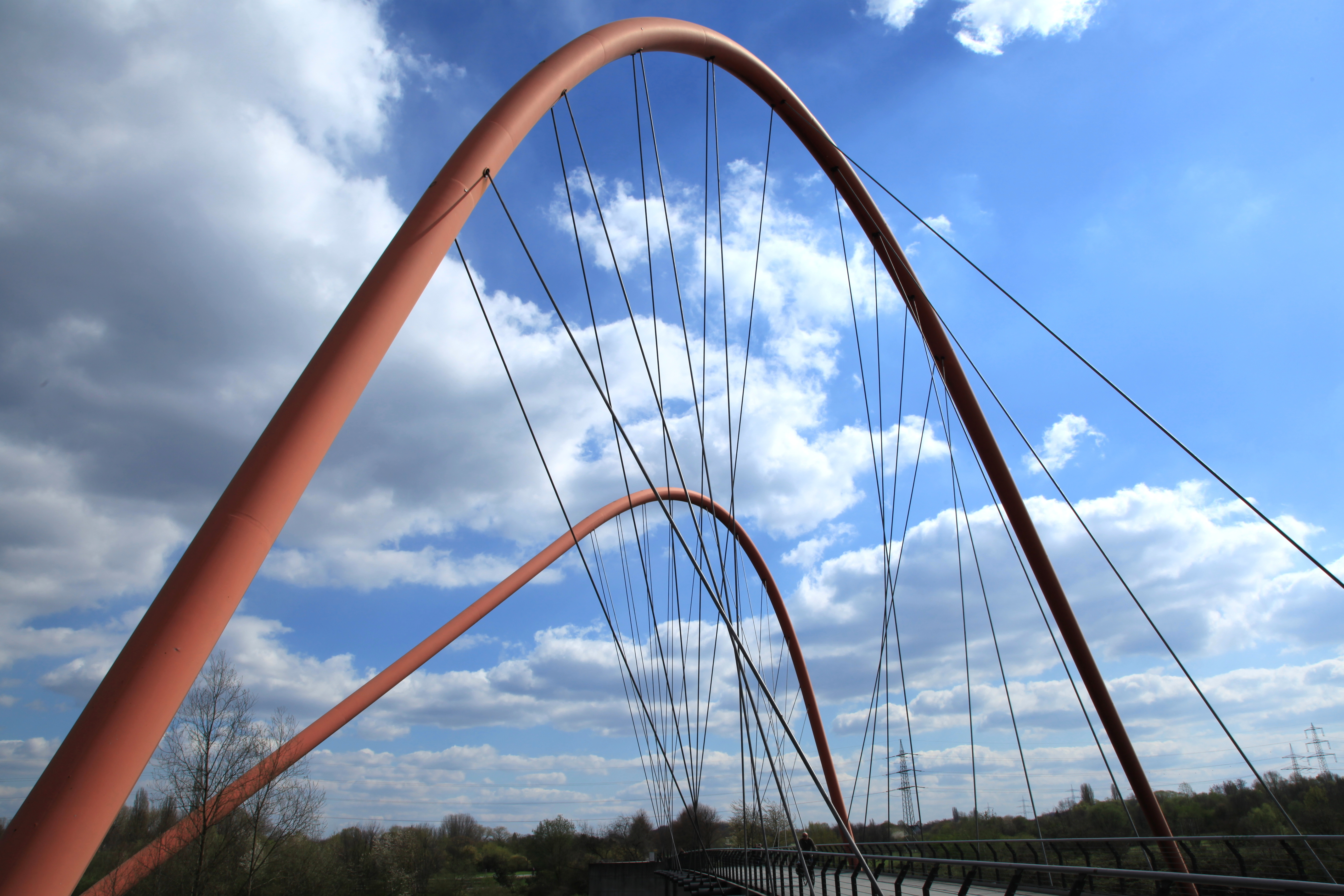
Kanalbrücke auf dem BUGA-Gelände

- Gelsenkirchen/Deutschland: Im neu angelegten Nordsternpark wird auf dem Gelände einer ehemaligen Zeche die 24. Bundesgartenschau eröffnet.[15]
- Xiamen/China: Die Volksrepublik beendet die fast 50 Jahre währende selbstgewählte Unterbrechung des Seehandels über die Formosastraße und gibt eine Containerschiff-Route zwischen Ostchina und dem Hafen von Kaohsiung in Taiwan frei.[16]

### Montag, 21. April 1997
- Gran Canaria/Spanien: Ein Flugzeug vom Typ Lockheed L-1011 der US-amerikanischen Firma Orbital Sciences LLC befördert eine Pegasus-Trägerrakete im Luftraum über dem Mittelmeer in Startposition, von wo aus die Rakete mit ihrer Ladung – jeweils ein paar Gramm der Asche verstorbener Menschen – weiter ins Weltall fliegt. Das Ereignis wird als die erste Bestattung von Menschen im Weltall vermarktet.[17]
- Paris/Frankreich: Präsident Jacques Chirac löst wegen des mangelnden Rückhalts für Premierminister Alain Juppé von der Partei Zusammenschluss für die Republik die Nationalversammlung auf und ordnet Neuwahlen im Frühsommer an.[18]

### Mittwoch, 23. April 1997
- Blida, Medea/Algerien: Im Bürgerkrieg kommen binnen 48 Stunden bei zwei Massakern im Atlasgebirge südlich von Algier in den Dörfern Boughelef Khemisti und El Omaria nach diversen Quellen mindestens 100 Menschen ums Leben. Die mit Messern, Säbeln und Schusswaffen ausgerüsteten Täter werden einerseits dem Islamistischen Terrorismus zugerechnet und andererseits von manchen Medien als „oppositionelle Rebellen“ bezeichnet.[19][20]

### Samstag, 26. April 1997
- Berlin/Deutschland: Das rekonstruierte Hotel Adlon am Pariser Platz, dessen gleichnamiges Vorgängergebäude 1952 ausbrannte, wird eingeweiht. Zu diesem Anlass hält Bundespräsident Roman Herzog die so genannte „Berliner Rede“, in der es u. a. heißt: „Durch Deutschland muß ein Ruck gehen […] Alle müssen Opfer bringen, alle müssen mitmachen.“[21]

### Dienstag, 29. April 1997

Gefahr durch chemische Stoffe

- New York/Vereinigte Staaten: Die Chemiewaffenkonvention tritt in Kraft, nachdem vor 180 Tagen der 65. Unterzeichnerstaat seine Ratifikation bei den Vereinten Nationen hinterlegte. Den Unterzeichnern ist es verboten, chemische Waffen zu entwickeln, herzustellen, zu besitzen, weiterzugeben oder einzusetzen.[22]
- Yueyang/China: Im Bahnhof Rongjiawan in der südchinesischen Provinz Hunan fährt ein Personenzug auf einen stehenden Zug auf, 13 Waggons entgleisen durch den Aufprall. Das Unglück endet für mindestens 58 Passagiere tödlich, weitere 90 Menschen werden verletzt.[23]